# Ganchang
Ganchang (kinesiska: 赶场) är en köpinghuvudort i Kina. Den ligger i provinsen Sichuan, i den sydvästra delen av landet, omkring 330 kilometer nordost om provinshuvudstaden Chengdu. Antalet invånare är 14 589. Befolkningen består av 7 274 kvinnor och 7 315 män. Barn under 15 år utgör 23,0 %, vuxna 15-64 år 66 %, och äldre över 65 år 10,0 %.
Runt Ganchang är det ganska tätbefolkat, med 172 invånare per kvadratkilometer. Närmaste större samhälle är Qiaoting, 7,1 km norr om Ganchang. I omgivningarna runt Ganchang växer i huvudsak blandskog.
Genomsnittlig årsnederbörd är 1 375 millimeter. Den regnigaste månaden är juli, med i genomsnitt 309 mm nederbörd, och den torraste är december, med 3 mm nederbörd.